# Mee Hagu
Mee Hagu is een bestuurslaag in het regentschap Pidie van de provincie Atjeh, Indonesië. Mee Hagu telt 478 inwoners (volkstelling 2010).